# Emil Constantinescu
Pour les articles homonymes, voir Constantinescu.
Emil Constantinescu , né le 19 novembre 1939 à Tighina (royaume de Roumanie, aujourd'hui en Moldavie), est un homme d'État roumain. Démocrate-chrétien, il est président de Roumanie de 1996 à 2000.

## Biographie

### Origines
Emil Constantinescu est le fils de Ion Constantinescu, d'ascendance roumaine, ingénieur agronome, né à Motoci (Olténie) en 1905, et de Maria Georgeta Colceag, d'ascendance roumaine, française et belge, née en 1916 à Ploiești (Munténie). Il est l'aîné de la famille, qui quitte Tighina après l'annexion de la région par l'Union soviétique après la Seconde Guerre mondiale.

### Vie familiale
Il épouse en 1963 Nadia Illeana Bogarin, qu'il a rencontré à la faculté de droit de Bucarest. Ils ont deux enfants : un fils, Dragoș, et une fille, Norina.

### Études et carrière professionnelle
Après des études à la faculté de droit de Bucarest, il obtient un doctorat en droit en 1960. Il devient juge stagiaire au tribunal de Pitești, où vivaient ses parents.
Mais le climat politique l'amène à renoncer à cette position. Il part alors étudier à la faculté de géologie de Bucarest, où il obtient un doctorat en géologie en 1979. Il devient maître de conférences, puis professeur de géologie de l'université de Bucarest. Entre 1992 et 1996, il est recteur de cette université.

### Parcours politique

#### Débuts
Il prend part en 1990 à la Golaniade, mouvement de protestation lancé par des étudiants et professeurs de l'université de Bucarest. À la suite des minériades, il participe à la fondation de Solidarité universitaire et devient vice-président de l'Alliance civique, qui rassemble essentiellement des intellectuels roumains. 
L'Alliance civique devient ensuite la Convention démocratique roumaine (CDR), qui se transforme en alliance électorale. Emil Constantinescu est membre du principal parti formant cette coalition, le Parti national paysan chrétien-démocrate (PNȚCD).

#### Opposition à Iliescu
Candidat à l'élection présidentielle de 1992, il est battu au second tour par l'ancien communiste Ion Iliescu. Il obtient 38,6 % des voix et réalise de mauvais scores dans les zones rurales, qui se méfient de son image d'intellectuel. Il prend alors la tête de l'opposition à Iliescu.

#### Président de Roumanie

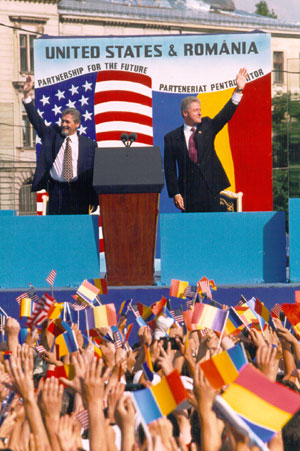
Emil Constantinescu accueillant Bill Clinton en Roumanie en 1997.

Candidat à l'élection présidentielle de 1996, il bénéficie du soutien de l'Union sociale-démocrate (PSDR-PD) de l'ancien Premier ministre Petre Roman,. Il affiche sa volonté de rupture avec le « néocommunisme » et mène une campagne à la communication « occidentale », exposant notamment sa famille dans les médias. Au second tour de scrutin, il est élu président de la Roumanie, avec 54,4 % des voix face à Ion Iliescu. Deux semaines auparavant, la CDR l'a emporté aux élections législatives, ce qui marque la première transition démocratique dans la Roumanie d'après 1989.
Premier président de la Roumanie issu de la droite, Emil Constantinescu nomme à la tête du gouvernement le maire chrétien-démocrate de Bucarest, Victor Ciorbea. Il conduit une politique de privatisations, réforme le système bancaire et cherche à attirer les investissements étrangers en Roumanie. Mais il doit faire face aux lenteurs et à l'opposition de la bureaucratie, à une nouvelle minériade en 1999 et aux divisions de sa majorité à la fin de sa présidence. Le Parti de la Grande Roumanie, d'obédience nationaliste, émerge alors sur le devant de la scène politique. Emil Constantinescu cherche également à faire adhérer la Roumanie à l'Union européenne et à l'OTAN.
Ayant perdu en popularité, il renonce à briguer un second mandat présidentiel. Ion Iliescu retrouve le pouvoir à l'issue de l'élection présidentielle de 2000.

#### Après la présidence

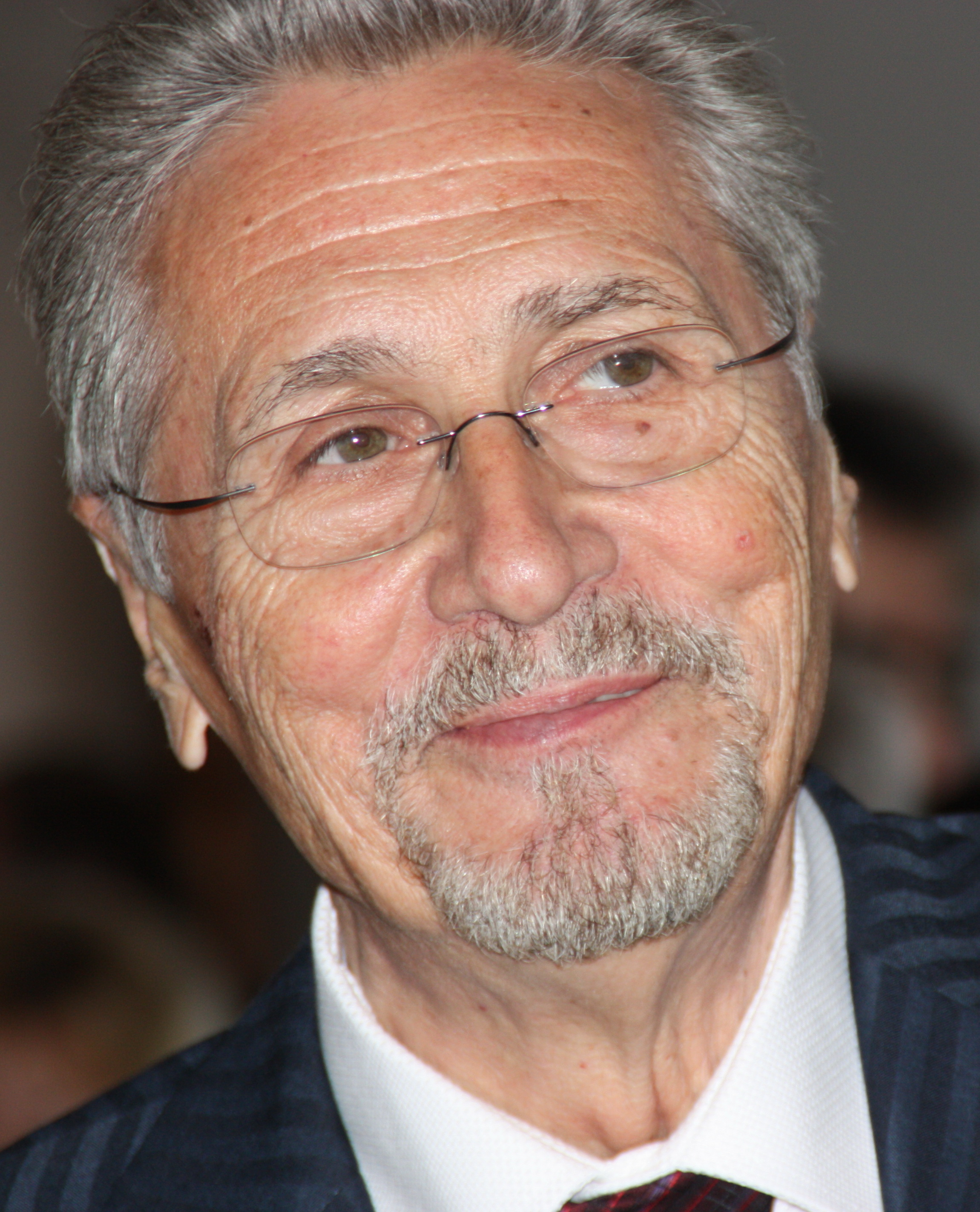
Emil Constantinescu en 2009.

Par la suite, il fonde un parti politique, l'Acţiunea Populară, qui fusionne en 2008 avec le Parti national libéral (PNL). Il dénonce l'aspect « autoritaire » de la présidence de Traian Băsescu et apporte son soutien à Crin Antonescu au premier tour de l'élection présidentielle de 2009. Il reste engagé dans la vie publique en participant à l'action de plusieurs ONG. Il est membre du Haut Conseil de la francophonie.